# Life goes 시나브로
Life Goes 시나브로(Life Goes)는 한국에서 제작된 김도균 감독의 2003년 드라마, 멜로/로맨스 영화이다. 오필영 등이 주연으로 출연하였다.

## 출연

### 주연
- 오필영
- 유혜진
- 박철진

## 제작진
- 조명: 백정엽
- 음향: 신혁진